# Lac des Truites (îles Kerguelen)
Pour les articles homonymes, voir Lac des Truites.
Le lac des Truites est un lac de la Grande Terre des îles Kerguelen dans les Terres australes et antarctiques françaises (TAAF).

## Géographie

### Caractéristiques
Le lac est situé dans la zone montagneuse de l'ouest de la péninsule Courbet, dans le val Studer, à 68 m d'altitude. Il fait partie avec les lacs Supérieur, des Saumons et Aval d'une série de quatre lacs à chapelet qui occupent le tiers central de la vallée. Avec une superficie de 20 ha, il est le plus petit des quatre lacs Studer.
Il est traversé par la rivière Studer qui prend sa source dans le lac Supérieur situé juste en amont. En outre sur sa rive droite il reçoit le torrent du lac Froid et sur sa rive gauche deux torrents issus des pentes des monts Crozier et Pierre Lejay. En aval il est séparé du lac des Saumons par le cône de déjection du torrent du lac Froid. 